# Zbójna (gromada)
Zbójna – dawna gromada, czyli najmniejsza jednostka podziału terytorialnego Polskiej Rzeczypospolitej Ludowej w latach 1954–1972.
Gromady, z gromadzkimi radami narodowymi (GRN) jako organami władzy najniższego stopnia na wsi, funkcjonowały od reformy reorganizującej administrację wiejską przeprowadzonej jesienią 1954 do momentu ich zniesienia z dniem 1 stycznia 1973, tym samym wypierając organizację gminną w latach 1954–1972.
Gromadę Zbójna z siedzibą GRN w Zbójnej utworzono – jako jedną z 8759 gromad – w powiecie kolneńskim w woj. białostockim, na mocy uchwały nr 17/V WRN w Białymstoku z dnia 4 października 1954. W skład jednostki weszły obszary dotychczasowych gromad Zbójna, Dębniki i Morgowniki oraz miejscowość Laski kolonia z dotychczasowej gromady Laski ze zniesionej gminy Gawrychy w tymże powiecie. Dla gromady ustalono 12 członków gromadzkiej rady narodowej.
31 grudnia 1959 do gromady Zbójna przyłączono obszar zniesionej gromady Ruda Osowiecka.
1 stycznia 1969 do gromady Zbójna przyłączono wsie Dobrylas, Jurki, Piasutno Żelazne, Poredy i Siwiki ze zniesionej gromady Dobrylas.
1 stycznia 1972 do gromady Zbójna przyłączono wsie Gawrychy, Kuzie, Popiołki i Wyk ze zniesionej gromady Kuzie; z gromady Zbójna wyłączono natomiast lasy i wieś Morgowniki o powierzchni 235,02 ha, włączając je do gromady Nowogród w powiecie łomżyńskim.
Gromada przetrwała do końca 1972 roku, czyli do kolejnej reformy gminnej. Z dniem 1 stycznia 1973 roku utworzono gminę Zbójna.